# Clasificación de África para los Juegos Olímpicos de Los Ángeles 1984
La Clasificación de África para los Juegos Olímpicos de Los Ángeles 1984 se compuso de cuatro rondas para definir a tres clasificados a fútbol en los Juegos Olímpicos de Los Ángeles 1984.

## Resultados

### Ronda preliminar
| Equipo 1   | Agr. | Equipo 2     | Ida | Vuelta |
| ---------- | ---- | ------------ | --- | ------ |
| Mauritania | 2–6  | Gambia       | 1–3 | 1–3    |
| Mozambique | 3–0  | Lesoto       | 3–0 | 0–0    |
| Angola     | w/o  | Níger        | —   | —      |
| Benín      | w/o  | Sierra Leona | —   | —      |
| Mauricio   | w/o  | Madagascar   | —   | —      |
| Uganda     | w/o  | Congo        | —   | —      |

### Primera ronda
| Equipo 1   | Agr.     | Equipo 2  | Ida | Vuelta |
| ---------- | -------- | --------- | --- | ------ |
| Angola     | 3–4      | Camerún   | 1–1 | 2–3    |
| Gambia     | 0–3      | Ghana     | 0–2 | 0–1    |
| Guinea     | 0–3      | Marruecos | 0–0 | 0–3    |
| Kenia      | 1–2      | Libia     | 1–0 | 0–2    |
| Mozambique | 0–3      | Zimbabue  | 0–1 | 0–2    |
| Nigeria    | 3–2      | Togo      | 2–1 | 1–1    |
| Senegal    | 4–0      | Benín     | 2–0 | 2–0    |
| Sudán      | 1–2      | Egipto    | 0–0 | 1–2    |
| Túnez      | 4–1      | Gabón     | 3–0 | 1–1    |
| Uganda     | 4–4 (v.) | Argelia   | 4–1 | 0–3    |
| Etiopía    | w/o      | Tanzania  | —   | —      |
| Zambia     | w/o      | Mauricio  | —   | —      |

### Segunda ronda
| Equipo 1  | Agr.     | Equipo 2 | Ida | Vuelta |
| --------- | -------- | -------- | --- | ------ |
| Libia     | 2–3      | Argelia  | 2–1 | 0–2    |
| Marruecos | 2–1      | Senegal  | 1–0 | 1–1    |
| Nigeria   | 2–1      | Ghana    | 0–0 | 2–1    |
| Zambia    | 1–2      | Egipto   | 1–0 | 0–2    |
| Zimbabue  | 3–3 (v.) | Etiopía  | 3–2 | 0–1    |
| Camerún   | w/o      | Túnez    | —   | —      |

### Tercera ronda
| Equipo 1 | Agr.         | Equipo 2  | Ida | Vuelta |
| -------- | ------------ | --------- | --- | ------ |
| Argelia  | 1–2          | Egipto    | 1–1 | 0–1    |
| Camerún  | 5–1          | Etiopía   | 4–0 | 1–1    |
| Nigeria  | 0–0 (3–4 p.) | Marruecos | 0–0 | 0–0    |

## Clasificados
- Egipto
- Camerún
- Marruecos